# روابط ایران و کره جنوبی
روابط دیپلماتیک میان ایران و کرهٔ جنوبی از سال ۱۹۶۲ آغاز شد. با وجود روابط دوستانهٔ ایران و کرهٔ شمالی و روابط کرهٔ جنوبی با آمریکا این دو کشور تلاش کرده‌اند روابط دوستانه میان خودشان را حفظ کنند.
هر دو کشور عضو سازمان جنبش عدم تعهد هستند و هیچ‌گونه وابستگی خاصی به قطب‌های نظامی جهان ندارند.
روابط این دو کشور پیش و پس از اعمال تحریم‌ها علیه ایران متفاوت بوده است، اما این موضوع قابل تأکید است که در ۱۶ تیر ۱۴۰۳ و با انتخاب پزشکیان به عنوان رئیس‌جمهور منتخب ایران، رئیس‌جمهور کره جنوبی به ایشان تبریک گفتند و بر تقویت روابط دوستانه با ایران تأکید بسیاری کردند، همچنین در پیام تبریک وزارت امور خارجه کره جنوبی به پزشکیان در رابطه با رئیس‌جمهور منتخب شدن ایشان، تأکید بسیاری در رابطه با تقویت روابط دوستانه ایران و کره جنوبی دارد.
کره جنوبی، با انتخاب شدن پزشکیان به عنوان رئیس‌جمهور منتخب ایران که اصلاح طلب است نطرشان را جلب کرده و کره جنوبی در تلاش برای ایجاد روابط بسیار دوستانه با ایران است، البته علت اینکه کره جنوبی مشتاق است تا روابط بسیار دوستانه با ایران داشته باشد این است که امنیت تجارت نفت و گاز خود را در دریای خلیج فارس حفظ کند چرا که بیشتر نفت و گاز مصرفی کره جنوبی از تنگه هرمز که در اختیار ایران است عبور می‌کند.

## روابط پیش از انقلاب
سفارت ایران در کرهٔ جنوبی در سال ۱۳۵۴ (۱۹۷۵)گشوده شد و تا قبل از گشایش سفیر ایران در ژاپن؛ درسئول آکرودیته بود اما سفارت جمهوری کره درتهران درسال ۱۹۶۷ گشوده شد. ایران همواره به دلایل سیاسی، اقتصادی و فرهنگی مختلفی دارای اهمیت ویژه‌ای برای کرهٔ جنوبی در میان کشورهای خاورمیانه بوده است.
برای شکل‌گیری سازمان برنامه کره؛ کارشناسانی از ایران به کره رفتند. کرهٔ جنوبی افزون بر روابط سیاسی به روابط اقتصادی گسترده با ایران نیز تمایل داشته و خصوصاً در دهه‌های ۴۰ و ۵۰ ایران را نسبت به سایر کشورهای همسایه در اولویت قرار می‌داد.
ایران یکی از مسائل تأثیرگذار در روابط کرهٔ جنوبی و سایر کشورهای خاورمیانه مانند عربستان سعودی و اسرائیل محسوب می‌شد، برای مثال دولت کرهٔ جنوبی چندین بار روابطش با اسرائیل را مورد ارزیابی قرار داد. افزون بر آن دولت ایران هم نسبت به وقوع جنگ کره ابراز همدردی کرده بود.
در سال ۱۳۴۶ ساک‌چان‌لو سفیر کرهٔ جنوبی در ایران گفت: «کره تمایل دارد روابطش با ایران را گسترش بدهد، ایران کشوری است که رشد اقتصادی‌اش تمام دنیا را تحت تأثیر قرار داده است».
برای ایجاد و توسعه سازپ با افزایش قیمت نفت کرهٔ جنوبی تلاش کرد با دولت ایران وارد یک برنامهٔ پرسود اقتصادی شود که تحت عنوان «دومین اجلاس کره-ایران برای نزدیکی اقتصادی و همکاری تکنیکی» از ۳۱ اکتبر تا ۳ نوامبر ۱۹۷۶ در تهران برگزار شد و دو طرف پذیرفتند روابط اقتصادیشان را گسترش دهند و در یک دورهٔ پنج ساله حجم معادلات تجاری را تا سال ۱۹۸۰ به دو میلیارد دلار برسانند.
این توافق بزرگ همچنین شامل فروش ۶۰٬۰۰۰ بشکه نفت از ایران به کرهٔ جنوبی در یک دورهٔ ۱۵ ساله بود و تعداد کارگران کره‌ای در ایران را به‌طور ناگهانی افزایش داد. این اتفاقات زمینه‌ساز مشارکت دو کشور در پروژه‌های نو شد، برای مثال قرارداد میان شرکت سانگ‌یانگ و شرکت ملی نفت ایران که در سال ۱۹۷۶ بسته شد.
هنگامی که شرکت هیوندای وارد همکاری با ایران برای ساخت یک کارخانهٔ کشتی‌سازی در نزدیکی بندرعباس شد پیمانکاران کره‌ای فعالیتشان را در ایران افزایش دادند. همچنین قراردادهای دیگری شامل خطوط هوایی و استخدام هفتاد پرستار در «بیمارستان مفید» در تهران تا سال ۱۹۷۹ (انقلاب اسلامی در ایران) بسته شد. همچنین کارگران کره ای درصنایع نساجی ایران فعال بودند.

## روابط اقتصادی
با وجود مسائلی که پیرامون فعالیت‌های غنی‌سازی هسته‌ای ایران وجود داشت نمایندهٔ اقتصادی کرهٔ یعنی هونگ کی هوا و نمایندهٔ اقتصادی ایران، محمد خزائی در آوریل ۲۰۰۷ وارد گفت‌وگو شدند و پذیرفتند که هیئتی با هدف گسترش روابط اقتصادی میان دو کشور تشکیل شود.
در مارس ۲۰۰۷، رئیس مجلس کرهٔ جنوبی کیم سانگ گان اعلام کرد که شرکت‌های کره‌ای علاقه‌مندند که در ایران سرمایه‌گذاری کنند و او امیدوار است که دو کشور بتوانند سرمایه‌گذاری‌های دوطرفه‌ای داشته باشند.
در ژوئیه ۲۰۰۹ ایران روزانه ۱۵۷ هزار بشکه نفت خام به کرهٔ جنوبی صادر می‌کرد. در سال‌های اخیر واردات نفت کرهٔ جنوبی از خاورمیانه افزایش یافت و کرهٔ جنوبی چهارمین خریدار بزرگ نفت از ایران شد.
در می ۲۰۰۹ وزیران کرهٔ جنوبی در یک کنفرانس بزرگ سرمایه‌گذاری خارجی در تهران شرکت کردند. همچنین کرهٔ جنوبی در سپتامبر ۲۰۰۹ در کنار آلمان، بریتانیا، ژاپن، هلند و مالزی از خریداران اصلی گاز ایران شد.

## روابط سیاسی و نظامی
روابط کرهٔ جنوبی و ایران در مورد مسائل هسته‌ای ایران دچار تغییرات مداومی شده است. در ژانویهٔ ۲۰۰۷ بان‌کی‌مون که مسئول روابط خارجی کره بود به عنوان دبیرکل سازمان ملل برگزیده شد.
بان‌کی‌مون پس از انتصاب با همکاری آژانس بین‌المللی انرژی اتمی از برنامه‌هایی برای توقف فعالیت‌های هسته‌ای جمهوری اسلامی حمایت کرد که در روابط ایران و کره هم تأثیر داشت،
در طول گفت‌وگوی مارس ۲۰۰۹ میان کیم هیونگ او، سخنگوی وزارت خارجهٔ کرهٔ جنوبی و سید محمود هاشمی شاهرودی، رئیس قوهٔ قضائیهٔ ایران، آقای کیم گفت که امیدوار است ایران و کرهٔ جنوبی همکاری‌های پارلمانی‌شان را گسترش دهند.
در همان ماه نمایندهٔ امور خارجی ایران در آسیا و اقیانوسیه اعلام کرد که ایران و کرهٔ جنوبی باید برای برای برقراری امنیت در افغانستان همکاری کنند.
در نوامبر ۲۰۰۹ ایران اعلام کرد که آمادگی دارد به حل بحران شبه‌جزیرهٔ کره کمک کند. مسئول امور خارجی ایران آقای منوچهر متکی گفت که ایران از گفت‌وگو میان کرهٔ جنوبی و شمالی استقبال می‌کند.
در درازای مذاکراتی با لی‌یانگ‌جان در اکتبر ۲۰۰۹، آقای متکی گفت که روابط میان دو کشور متعادل نیست و ما امیدوارم به تعادل برسیم.
همتای کره‌ای هم گفت ما آماده‌ایم در همهٔ زمینه‌های اقتصادی و اجرایی با ایران همکاری داشته باشیم.
در ۶ ژانویهٔ ۲۰۱۰ حسین هاشمی، مسئول انجمن دوستی ایران و کره با کیم هونگ او، سخنگوی وزارت خارجهٔ کره در سئول در مورد گسترش روابط دوجانبه ملاقت کردند.
در طول این دیدار نمایندهٔ کره به حق ایران در استفاده صلح‌آمیز در انرژی هسته‌ای تأکید کرد، او گفت همهٔ کشورها حق استفاده صلح‌آمیز از انرژی هسته‌ای را دارند و ما باور داریم برنامهٔ هسته‌ای ایران با اهداف غیرنظامی است.
در آوریل ۲۰۱۰ در تلاشی برای بهبود روابط دو کشور، ایران و کرهٔ جنوبی پذیرفتند که تبادلاتی در زمینهٔ اخبار، رسانه و گسترش سطح آموزش و تکنولوژی داشته باشند، این تصمیم در طول نشستی میان علی اکبر جوانفکر، نمایندهٔ آژانس خبری جمهوری اسلامی و لی سئونگ جونگ، رئیس سازمان خبری کرهٔ جنوبی گرفته شد.
با توجه به شباهت‌های فرهنگی ایران و کرهٔ جنوبی، دو کشور همواره قدم‌هایی برای نزدیکی فرهنگی داشته‌اند.
در می ۲۰۰۹، جه مین شین، نمایندهٔ فرهنگی کرهٔ جنوبی و کیم یانگ موک سفیر کره در تهران در مراسمی به نام «کره، شب درخشان ایران» شرکت کردند و هر دو ابراز کردند که امیدوارند همایش‌های بیشتری در زمینه‌های سیاست، اقتصاد و فرهنگ میان دو کشور برگزار شود.
در اکتبر ۲۰۰۹، جشنوارهٔ جهانی فیلم بوسان میزبان دو کارگردان ایرانی بود، پیمان حقانی و محمود کلاری.
افزون بر آن کتابخانهٔ ملی ایران توافق کرد که همکاری‌هایش را با کتابخانهٔ ملی کره گسترش دهد.
در مارس ۲۰۱۰، علی اکبر اشعری، مدیر کتابخانهٔ ملی ایران با همتای کره‌ای‌اش چال‌مین‌مو دیدار کرد و پذیرفتند که در زمینه‌های مختلف همکاری داشته باشند.

## بهبود روابط از می ۲۰۱۶
پس از اجرای توافقنامهٔ هسته‌ای ایران، پارک گئون‌های، رئیس‌جمهور کرهٔ جنوبی، به همراه هیئتی شامل ۲۳۶ بازرگان در ۲ می ۲۰۱۶ وارد ایران شدند.
در ۳ می رئیس‌جمهور پارک گئون‌های در تهران گفت اگر ایران و کرهٔ جنوبی در برنامه‌های جمهوری اسلامی مشارکت کنند می‌توانند یک شرایط برد-برد ایجاد کنند. در شرایطی که پس از تحریم‌ها در ایران به وجود آمده ایران در تلاش برای بازسازی اقتصاد و صنعت خود است.
رئیس‌جمهور پارک در حضور ۴۵۰ بازرگان و تاجر ایرانی و کره‌ای گفت من اینجا هستم تا مسیر موفقیت‌های بزرگ را با دوست قدیمی‌مان ایران طی کنیم.
در روز دوشنبه رئیس‌جمهور کره و روحانی، نزدیک به ۲۰ تفاهم‌نامه امضا کردند تا تجارت میان دو کشور به ۴۵ میلیارد دلار ارتقا پیدا کند.
رئیس‌جمهور پارک گفت انتظار دارد این دیدار تجارت و صنعت دو کشور را بهبود بخشد. رئیس‌جمهور پارک گفت ایران و کرهٔ جنوبی می‌توانند یک شرایط برد-برد داشته باشند، در پروژه‌هایی مثل راه‌آهن و خطوط هوایی.
رئیس‌جمهور روحانی هم گفت دو کشور می‌توانند طی ۵ سال روابط تجاریشان را تا ۳۰ میلیارد دلار افزایش دهند.
رئیس‌جمهور پارک در ملاقات با ۲۰ نمایندهٔ انجمن‌های کره‌ای در ایران گفت من باور دارم سفر من به ایران می‌تواند باعث پدید آمدن یک موقعیت مهم برای حفظ و گسترش روابط دوطرفه و تقویت همکاری‌های اساسی باشد.
افزون بر آن بیش از ۱۲۰ شرکت کرهٔ جنوبی در ملاقات تجاری با بیش از ۴۹۰ خریدار ایرانی در هتلی در تهران دیدار داشتند.
در حدود ۳۳۰ کره‌ای در ایران ساکن هستند که عمدتاً شامل بازرگان‌ها و خانوادهٔ آن‌ها می‌شوند.
اما متأسفانه در سال ۲۰۲۰ رابطهٔ ایران و کرهٔ جنوبی به رابطهٔ بدی تبدیل شد؛ علت آن پیروی کرهٔ جنوبی از تحریم‌های فراگیرتر آمریکا علیه ایران است که از نتایج آن می‌توان به خروج دو شرکت مهم ال‌جی و سامسونگ اشاره کرد که در اثر آن رابطهٔ تجاری و اقتصادی این دو کشور به ضعیف‌ترین رابطهٔ این دو کشور در طول تاریخ مبدل تبدیل گشت و دولت ایران هم رابطهٔ سیاسی خود را با کرهٔ جنوبی کاهش داد و حتی صدا و سیما جمهوری اسلامی خرید سریال کره‌ای هم متوقف کرد.

## توقف نفتکش کره‌ای توسط ایران
در روز ۱۵ دی ۱۳۹۹، نیروی دریایی سپاه پاسداران، یک نفتکش متعلق به کره جنوبی (HANKUK CHEMI) و خدمه آن را توقیف کرد. جمهوری اسلامی علت توقیف را «آلودگی زیست‌محیطی» خواند و خواستار پرداخت غرامت توسط کره جنوبی شد. این توقیف در آستانه سفر معاون وزارت خارجه کره جنوبی به ایران جهت مذاکره برای آزادسازی ۸ میلیار دلار پول ایران در بانک‌های کره بود که بخاطر تحریم‌های آمریکا، کره جنوبی اجازه انتقال پول به ایران را ندارد. پس از توقیف کره جنوبی یک یگان مقابله با دزدی دریایی فرستاد تا با ائتلافی به رهبری آمریکا مشارکت کند. ایالات متحده این توقیف را «تلاش آشکار آن برای اخاذی از جامعه بین‌المللی در راستای کاهش فشار تحریم‌ها» نامید و گفت که این عمل «حقوق و آزادی تردد دریایی در خلیج فارس را تهدید می‌کند.» آمریکا به همراه کره جنوبی خواستار آزادی فوری کشتی و خدمه آن شد.
کره جنوبی از مشتریان ثابت نفت ایران بود ولی بعد از اعمال تحریم علیه صنعت انرژی و بانکدارای ایران در سال ۲۰۱۹ پول ایران در بانک‌های کره جنوبی مسدود شد. برخی رسانه‌ها معتقدند این عمل بخاطر فشار بر کره جنوبی جهت انتقال این پول‌ها به ایران است و «محیط زیست» فقط یک بهانه است.
وزارت دفاع کره جنوبی اعلام کرد که یک ناوشکن نیروی دریایی به اسم چو یئونگ را به خلیج فارس فرستاده است. این ناوشکن برای یک مأموریت علیه دزدان دریایی در منطقه اعزام شده است.

## شرایط زندگی
کرهٔ جنوبی پس از چین دومین کشور پذیرندهٔ مهاجران ایرانی در شرق آسیا است اما کرهٔ جنوبی تباران مقیم ایران به هزار نفر هم نمی‌رسند. با توجه به نوع آداب و فرهنگ‌های کاملاً مجزای این دو کشور ایرانیان مقیم کره با درک وضعیت کنونی کشورشان با محیط اجتماعی کرهٔ جنوبی کنار می‌آیند. همچین خیابان تهران در محلهٔ گانگام سئول و خیابان سئول در تهران، ونک، خیابان سئول، به رسم خواهرخواندگی میان دو شهر بنا شده است.